# Condado de Johnston (Carolina do Norte)
O Condado de Johnston é um dos 100 condados do estado americano da Carolina do Norte. A sede do condado é Smithfield, e sua maior cidade é Smithfield. O condado possui uma área de 2 061 km² (dos quais 10 km² estão cobertos por água), uma população de 121 965 habitantes, e uma densidade populacional de 59 hab/km² (segundo o censo nacional de 2000). O condado foi fundado em 1746.